# 龙氏领蜂鸟
龙氏领蜂鸟（学名：Heliangelus clarisse），又称隆氏领蜂鸟，是雨燕目蜂鸟科的一种鸟类。分布于哥伦比亚的安第斯山脉山区和邻近的委内瑞拉西部，有时也被视为辉喉领蜂鸟的亚种。